# Lasconotus flexuosus
Lasconotus flexuosus är en skalbaggsart som beskrevs av Kraus 1912. Lasconotus flexuosus ingår i släktet Lasconotus och familjen barkbaggar. Inga underarter finns listade i Catalogue of Life.